# Severin Fiala
Severin Fiala (Horn, 1985) è uno sceneggiatore e regista austriaco.

## Biografia
Fiala ha studiato sceneggiatura presso la Filmakademie Wien, a Vienna. Suo zio è il regista, sceneggiatore e produttore cinematografico Ulrich Seidl.
Nel 2009 ha realizzato, insieme a Ulrike Putzer, il suo primo cortometraggio, intitolato Elefantenhaut. Nello stesso anno il corto è stato presentato in anteprima al Festival internazionale del cortometraggio di Oberhausen e ha vinto numerosi premi. Nel 2013 il collettivo Ölfilm Productions, formato da lui, Valentin Fiala, Nikolaus Eckhard e Klaus Haidl, ha realizzato il cortometraggio  The End of Walnut Grove, in seguito presentato in anteprima al Locarno Festival nel 2013.
Nel 2012 ha co-diretto, insieme a Veronika Franz, il film documentario Kern, riguardante l'attore e regista austriaco Peter Kern. Nel 2014 ha sceneggiato e diretto, sempre insieme a Franz, il suo primo lungometraggio non documentaristico, l'horror Goodnight Mommy. Il film è stato presentato in anteprima alla 71ª Mostra internazionale d'arte cinematografica di Venezia; in seguito è stato mostrato in numerosi festival cinematografici internazionali e ha vinto diversi primi, tra cui il Méliès d'oro da parte della European Fantastic Film Festivals Federation, il Wiener Filmpreis alla Viennale e i premi al miglior film e alla miglior regia agli Österreichischer Filmpreis.
Nel 2019 è stato presentato in anteprima al Sundance Film Festival il film The Lodge diretto da Franz e Fiala e scritto dai due insieme a Sergio Casci. Poco dopo la casa di distribuzione Neon ha acquisito i diritti di distribuzione del film, facendolo uscire nelle sale nel febbraio del 2020.

### Vita privata
Dal 2004 Fiala lavora come soccorritore volontario; inoltre è vicedirettore della filiale della Croce Rossa a Horn.

## Filmografia
- Kern, co-diretto con Veronika Franz (2012)
- Goodnight Mommy (Ich seh, Ich seh), co-diretto con Veronika Franz (2014)
- The Field Guide to Evil - segmento Die Trud, co-diretto con Veronika Franz (2018)
- The Lodge, co-diretto con Veronika Franz (2019)
- Des Teufels Bad, co-diretto con Veronika Franz (2024)

## Riconoscimenti
- 2012 – Chicago International Film Festival[12]
  - Candidatura al miglior documentario, per Kern
- 2015 – European Film Awards[13]
  - Candidatura al Prix Fassbinder alla miglior rivelazione, per Goodnight Mommy
- 2015 – Diagonale[14]
  - Großer Diagonale-Preis al miglior film, per Goodnight Mommy
- 2015 – Viennale[7]
  - Wiener Filmpreis, per Goodnight Mommy
- 2015 – European Fantastic Film Festivals Federation[6]
  - Méliès d'oro, per Goodnight Mommy
- 2016 – Österreichischer Filmpreis[8]
  - Miglior film, per Goodnight Mommy
  - Miglior regia, per Goodnight Mommy
- 2016 – Saturn Award[15]
  - Candidatura al miglior film internazionale, per Goodnight Mommy
- 2016 – Satellite Award[16]
  - Candidatura al miglior film in lingua straniera, per Goodnight Mommy
- 2016 – Critics' Choice Awards[17]
  - Candidatura al miglior film straniero, per Goodnight Mommy